# Kościół św. Floriana i św. Urszuli w Wilkowie
Kościół świętego Floriana i świętej Urszuli – rzymskokatolicki kościół parafialny należący do parafii pod tym samym wezwaniem (dekanat Kazimierz Dolny archidiecezji lubelskiej).

## Historia
Świątynia została ufundowana w 1625 roku przez Głuskich herbu Ciołek, ówczesnych właścicieli miejscowości. Kościół został wybudowany jako murowany z kamienia wapiennego, na ceglanej podmurówce. Była to zapewne czwarta w kolejności świątynia. Została konsekrowana w 1638 roku ale prace przy nim trwały być może jeszcze dłużej.
Po pożarze z 1720 roku świątynia została wyremontowana, w 1723 roku została dostawiona do niej od północy kaplica Różańcowa, która została ufundowana przez Michała i Franciszka Polanowskich. W 1748 roku kościół był w złym stanie (po kolejnym pożarze z 1740 roku), został wyremontowany i w 1781 roku powtórnie konsekrowany. Kolejny remont świątyni został wykonany w 1806 roku, w 1833 roku została zniszczona przez powódź. 
W 1876 roku świątynia została rozbudowana w kierunku zachodnim (przedłużono ją o trzy przęsła i podwyższono nawę), otrzymała murowany chór i nową fasadę. Drewniana podłoga została wymieniona wówczas na posadzkę z piaskowca kunowskiego (zostało to sfinansowane z dobrowolnych składek parafian). Po 1876 roku została odremontowana kaplica Polanowskich. W 1898 roku został opracowany plan dalszej rozbudowy świątyni (była nadal za mała na potrzeby parafii), wkrótce, podczas urzędowania kolejnego proboszcza powstał już inny (ten uznał projekt za bardzo skromny, kościół miał otrzymać nawy boczne). Prace zostały rozpoczęte w 1908 roku, jeszcze bez ukończonego projektu. Zostały one wstrzymane przez urzędników carskich w trakcie zakładania ław fundamentowych. Kolejny architekt zasugerował budowę całkiem nowego kościoła, ale wszystkie plany zostały przerwane przez I wojnę światową. W 1918 roku do świątyni została dobudowana tylko nowa zakrystia.

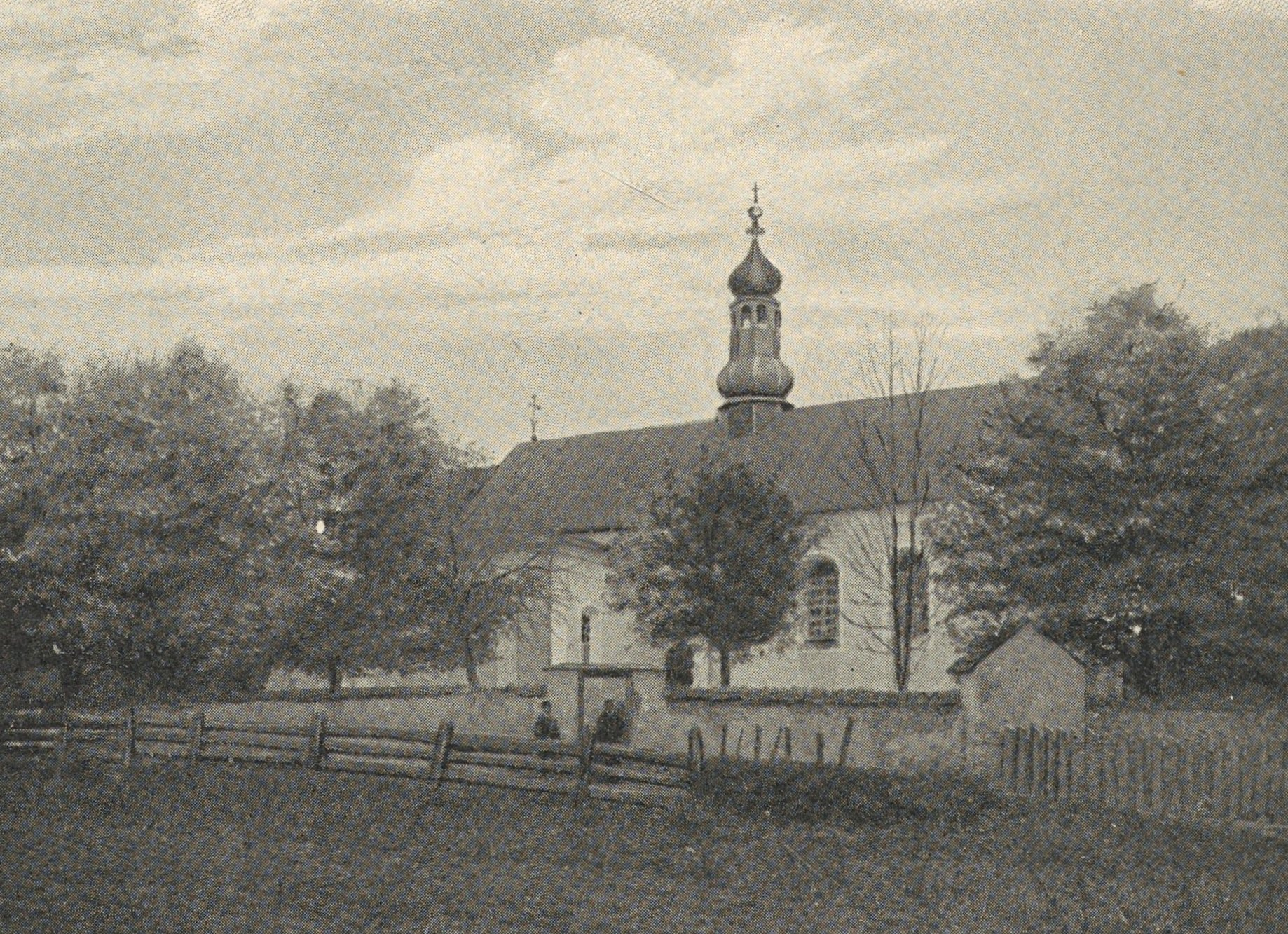
Widok kościoła przed 1908
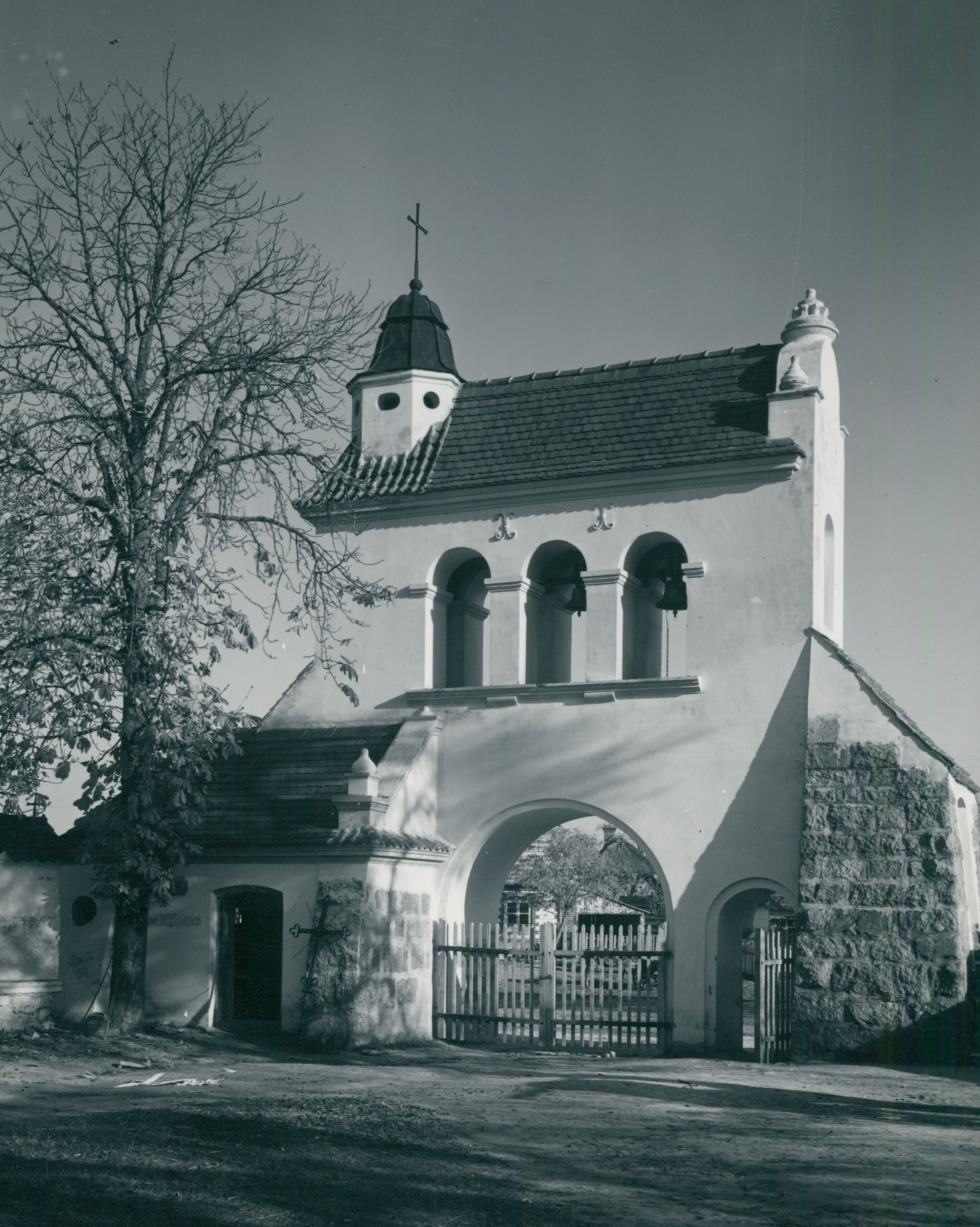
Kościół, po 1921

W czasie II wojny światowej świątynia została uszkodzona (powstała wyrwa w murze), zdewastowane wówczas zostały organy z 1884 roku. Nowe zostały zainstalowane w 1969 roku. W latach 1975–1976 nowa polichromia wewnątrz została wykonana przez Alojzego Gossa z Torunia. W 2005 roku zostały sprowadzone do Wilkowa relikwie św. Floriana. Po wielkiej powodzi z 2010 roku świątynia została gruntownie wyremontowana.
Przy kościele znajduje się murowana dzwonnica z 1921 roku, zaprojektowana przez architekta Karola Sicińskiego.

## Architektura
Budowla jest orientowana, murowana, wzniesiona z kamienia i cegły, otynkowana, posiada jedną nawę. Nawa posiada plan prostokąta, składa się z trzech przęseł pierwotnych i trzech dobudowanych w 1876 roku. Prezbiterium jest nieco węższe, na planie prostokąta, posiada dwa przęsła i jest zamknięte półkoliście. Przy nim od strony północnej jest umieszczona zakrystia z przedsionkiem. Przy nawie od strony północnej znajduje się kaplica Różańcowa otwierająca się do niej arkadą, od strony południowej jest umieszczony nowy skarbczyk.
Na zewnątrz prezbiterium i pierwotna część nawy posiadają przypory. Ściany kaplicy i późniejsza fasada świątyni są rozczłonkowane pilastrami. Nawę nakrywa dach dwuspadowy, z wieżyczką na sygnaturkę i jest pokryty blachą.
Wnętrze jest nakryte płaskim stropem. Ściany nawy rozczłonkowane są lizenami, tęcza jest zamknięta łukiem półkolistym. Murowany chór muzyczny, podparty trzema arkadami, został wykonany w 1876 roku.